# La morte ha sorriso all'assassino
La morte ha sorriso all'assassino è un film del 1973, diretto da Joe D'Amato al suo primo horror.

## Trama
Agli inizi del novecento un uomo deforme piange l'amata sorella Greta e si dispera davanti alla sua salma.
Pochi anni dopo Greta von Holstein (che somiglia incredibilmente alla donna dell'incipit) perde la memoria, dopo aver avuto un incidente. Era infatti su una carrozza che si è ribaltata davanti a una villa.
La ragazza viene ospitata dai padroni della villa, Walter ed Eva von Ravensbrück, e curata dal dottor Sturges. Questi rimane affascinato dalla ragazza, ma soprattutto è interessato all'amuleto che porta al collo: i simboli sembrano infatti molto antichi e il dottore decide d'impossessarsene, per continuare così gli esperimenti sulla resurrezione dei morti che sta effettuando.
La cameriera dei von Ravensbrück decide improvvisamente di licenziarsi e s'allontana dalla villa, ma un misterioso assassino la colpisce a morte con una fucilata in pieno volto.
Intanto, sia Walter che Eva si invaghiscono di Greta. L'assassino uccide il dottor Sturges e il suo assistente, mentre questi si trovavano nel loro laboratorio. Greta finisce per fare sesso sia con Walter che con Eva ma, quando quest'ultima scopre del rapporto che Greta ha con il marito, si ingelosisce e la mura viva in uno scantinato. Quando il marito torna alla villa si accorge dell'assenza di Greta e chiede spiegazioni alla moglie, che risponde dicendo che Greta è andata via. Walter chiama la polizia, ma il commissario è impotente poiché nessuno ha visto la ragazza.
Pochi giorni dopo, durante una festa in maschera, Greta ricompare e inizia a perseguitare Eva. Il volto di Greta si trasforma davanti alla donna in una maschera scheletrica ed Eva si suicida per l'orrore, gettandosi nel vuoto.
Al funerale di Eva partecipa anche il dottor von Ravensbrück, padre di Walter, che si scopre essere il marito di Greta. La donna si materializza davanti a lui e lo rinchiude in una tomba, uccidendolo. Si reca poi da Walter, fa l'amore con lui e infine lo uccide attaccandolo a un gancio fissato alla parete.
Dopo questo, Greta si reca dal servo dei von Ravensbrück, che conosce il suo segreto, e lo uccide con una serie di rasoiate al volto. Nella villa arriva il commissario che trova l'amuleto di Eva. Uno studioso gli rivela che quel tipo di amuleto veniva usato dagli Inca per far tornare in vita il loro re e che il fratello di Greta stava studiando il caso tre anni prima.
Il commissario si reca così a casa del fratello di Greta, ma lo trova cadavere in uno stato di decomposizione avanzata. Il ragazzo è stato infatti la prima vittima di Greta - che lo ha ucciso gettandogli un gatto in faccia.
Si scopre così la vera storia di Greta, morta di parto alcuni anni prima: con l'aiuto dell'amuleto il fratello l'aveva fatta tornare in vita. Il commissario si accorge però che la tomba dove Greta riposa è vuota, e si chiede se riuscirà a risolvere mai il caso. Proprio in quell'istante, sua moglie gli appare con le sembianze di Greta.

## Produzione

### Location
Il film fu girato tra il novembre e il dicembre 1972 a Palazzo Borghese (Roma), Palazzo Patrizi Bracciano (Roma), Villa Parisi a Frascati (Roma), Manziana (Roma) e ad Artena. Le riprese durarono otto giorni, il budget fu di 150 milioni di lire.

### Titolo
Il titolo di lavorazione del film era Sette strani cadaveri (su alcuni documenti il titolo appare anche come 7 strani cadaveri), ma venne cambiato dalla distribuzione per seguire la moda di allora che prevedeva la parola "morte" nei titoli. Romano Scandariato propose il titolo L'angelo finisce dove comincia il diavolo, una frase di Papa Paolo VI, ma alla fine la distribuzione optò per La morte ha sorriso all'assassino.

### Riprese
Durante le riprese, sorse un problema nella sequenza in cui un gatto doveva graffiare il volto di Luciano Rossi. Dato che la sequenza non riusciva, D'Amato tirò letteralmente il gatto sul volto di Rossi.

## Accoglienza

### Incassi
Il film incassò in Italia circa 70 milioni di lire, mentre all'estero fu venduto in molti paesi e riscosse un ottimo successo.

## Titoli per l'estero
Il film uscì negli Stati Uniti come Death Smiles on a Murderer e in Germania Ovest come Die Mörderbestien.